# 2005 LC54
2005 LC54, também escrito como 2005 LC54, é um corpo menor que está localizado no disco disperso, uma região do Sistema Solar. Ele possui uma magnitude absoluta de 6,7 e tem um diâmetro estimado de cerca de 201 km. O astrônomo Mike Brown lista este corpo celeste em sua página na internet como um candidato a possível planeta anão.

## Descoberta
2005 LC54 foi descoberto no dia 10 de junho de 2005 pelo Canada-France Ecliptic Plane Survey.

## Órbita
A órbita de 2005 LC54 tem uma excentricidade de 0,462 e possui um semieixo maior de 67,315 UA. O seu periélio leva o mesmo a uma distância de 36,235 UA em relação ao Sol e seu afélio a 98,395 UA.